# Paraíso da Alvorada
O Grêmio Recreativo Escola de Samba Paraíso da Alvorada foi uma escola de samba do Rio de Janeiro, sendo sediada no Complexo do Alemão, mais precisamente na comunidade da Alvorada. Suas cores são o preto, o amarelo e o vermelho, cores da bandeira da Alemanha.

## História
A Paraíso da Alvorada é oriunda de um antigo bloco carnavalesco de mesmo nome, tendo sido criada oficialmente no dia 22 de agosto de 2002.
Em 2003, a escola passou pela avaliação da AESCRJ e foi integrada para desfilar em 2004 juntamente com as escolas do Grupo E. Em 2008, venceu o Troféu Jorge Lafond de melhor enredo.
Em 2009, a escola desfilou com o enredo  Os verdadeiros donos da terra chamada Brasil e seus descobridores, de sua comissão de carnaval, ficando em 4ºlugar com 157,6 pontos permanecendo no mesmo grupo em 2010. em 2012 terá como enredo O Rio no passado, no presente e no que será…? O Paraíso da Alvorada vem te mostrar, do carnavalesco Ray Menezes. sendo que nos preparativos  para o carnaval, Wando Simpatia que foi carnavalesco nos anos anteriores e foi eleito presidente, no final de 2010. entregou o cargo de presidente debvido a questões familiares. Em 2012, devido a problemas financeiras, não desfilou, sendo rebaixada ao grupo 1 dos blocos. Desde então, permanece inativa.
Muitos de seus integrantes preferiram então fundar a Unidos do Complexo do Alemão, que busca uma filiação para poder desfilar fora de sua comunidade, aonde faz atualmente.

## Segmentos

### Presidentes
| Nome                                      | Mandato | Ref.  |
| ----------------------------------------- | ------- | ----- |
| Evandro Pereira de Souza "Wando Simpatia" | 2011    | [ 4 ] |
| Pedro Alves Feitosa                       | 2012    | [ 4 ] |

### Rainhas de bateria
| Ano       | Rainha      | Ref.  |
| --------- | ----------- | ----- |
| 2007-2010 | Gláucia     |       |
| 2011      | Rose Mendes | [ 5 ] |

## Carnavais
| Ano  | Colocação | Grupo     | Enredo | Carnavalesco                                      | Intérprete(s)                      | Ref    |
| ---- | --------- | --------- | --- | ------------------------------------------------- | ---------------------------------- | ------ |
| 2003 | Avaliação | Avaliação | Revoluções e revoltas no Brasil Palmares Compositores:Sizinha do Cavaco, Carlinhos do Sete e Maurício Sabiá | Agnaldo Corrêa e Jorge da Iná                     | Sizinho do Cavaco e Maurício Sabiá | [ 6 ]  |
| 2004 | 3º lugar  | D         | Da floresta amazônica à região banhada por igarapés Compositores:Pedro, Bira do Capão e Pastor do Metanol | Agnaldo Corrêa                                    | Maurício Sabiá                     | [ 7 ]  |
| 2005 | 10º lugar | D         | Realidade ou ilusão? O Paraíso conta a Abolição Compositores:Carlinhos do Sete, Walkir, Tom Tom, Paulo Henrique, Mauro, Marco Balão, Eli Santos e Maurício Sabiá                                                              | Agnaldo Corrêa                                    | Maurício Sabiá                     | [ 8 ]  |
| 2006 | 9º lugar  | D         | Sou do morro, sou Alemão, sou Paraíso de coração! | Agnaldo Corrêa, Raimundo Menezes e Pedro do Capão | Maurício Sabiá                     | [ 9 ]  |
| 2007 | 12º lugar | D         | Da Floresta Amazônica à região banhada por igarapés Reedição do carnaval de 2004 | Agnaldo Corrêa, Raimundo Menezes e Pedro do Capão | Maurício Sabiá                     | [ 10 ] |
| 2008 | 6º lugar  | E         | Só deixo o meu Cariri, no último Pau de Arara! | Agnaldo Corrêa, Raimundo Menezes e Pedro do Capão | Maurício Sabiá                     | [ 11 ] |
| 2009 | 4º lugar  | RJ-4      | Os verdadeiros donos da terra chamada Brasil e seus descobridores Compositores:Gil Baia, Augusto, Wando Paraíso, Mauricio Sabiá, Pastor do Metanol, Noronha, Luiz Cláudio e Pedro Soares                                      | Agnaldo Corrêa                                    | Maurício Sabiá                     | [ 12 ] |
| 2010 | 3º lugar  | RJ-4      | Respeitável público!!! Abram as cortinas, e com vocês o espetáculo do nosso grande circo Paraíso da Alvorada Compositores:Carlinhos do Sete, Walkir, Tom Tom, Paulo Henrique, Mauro, Marco Balão, Eli Santos e Maurício Sabiá | Wando Paraíso e Cristiano Feitosa                 | Maurício Sabiá                     | [ 13 ] |
| 2011 | 7° lugar  | E         | Alvorada da Silva" um carioca maneiro passeando no paraíso | Comissão de Carnaval                              | Maurício Sabiá                     | [ 14 ] |
| 2012 | 12º lugar | E         | O Rio no passado, no presente e no que será…? O Paraíso da Alvorada vem te mostrar | Ray Menezes                                       | Mauricio Sabiá e Wando Simpatia    | [ 15 ] |

## Premiações
Prêmios recebidos pelo GRES Paraíso da Alvorada.
| Ano  | Prêmio              | Categoria / premiados                                    | Divisão | Ref.   |
| ---- | ------------------- | -------------------------------------------------------- | ------- | ------ |
| 2006 | Troféu Jorge Lafond | Comissão de Frente                                       | Grupo D | [ 16 ] |
| 2008 | Troféu Jorge Lafond | Enredo ("Só deixo o meu cariri no último pau de arara!") | Grupo E | [ 17 ] |

- Commons